# Seznam ministrů stavebnictví Československa
Toto je seznam ministrů stavebnictví Československa, který obsahuje chronologický přehled všech členů vlád Československa působících v tomto úřadu (včetně ministrů zasedajících v těchto vládách pod odvozenými oficiálními názvy rezortu, jako ministr výstavby apod.)
| # | Jméno           | Fotografie | Strana | Vláda                                                   | Funkční období                      | Poznámky                                                             |
| - | --------------- | ---------- | ------ | ------------------------------------------------------- | ----------------------------------- | -------------------------------------------------------------------- |
| 1 | Emanuel Šlechta |            | ČSS    | vláda A. Zápotockého a V. Širokého 2. vláda V. Širokého | 20. prosince 1950 – 16. června 1956 | Ministr stavebního průmyslu, od 31. ledna 1953 ministr stavebnictví. |
| 2 | Oldřich Beran   |            | KSČ    | 2. vláda V. Širokého 3. vláda V. Širokého               | 16. června 1956 – 9. února 1962     | Ministr stavebnictví, od 11. července 1960 ministr výstavby.         |
| 3 | Josef Korčák    |            | KSČ    | 3. vláda V. Širokého                                    | 9. února 1962 – 5. ledna 1963       | Ministr výstavby.                                                    |
| 4 | Samuel Takáč    |            | KSČ    | 3. vláda V. Širokého vláda J. Lenárta                   | 5. ledna 1963 – 8. dubna 1968       | Ministr výstavby, od 20. září 1963 ministr stavebnictví.             |
| 5 | Jozef Trokan    |            | KSS    | 1. vláda O. Černíka                                     | 8. dubna 1968 – 31. prosince 1968   | Ministr stavebnictví.                                                |